# Дупуш
Дупуш (рум. Dupuș) — село у повіті Сібіу в Румунії. Входить до складу комуни Ацел.
Село розташоване на відстані 227 км на північний захід від Бухареста, 48 км на північний схід від Сібіу, 97 км на південний схід від Клуж-Напоки, 102 км на північний захід від Брашова.

## Населення
За даними перепису населення 2002 року у селі проживала 231 особа.
Національний склад населення села:
| Національність | Кількість осіб | Відсоток |
| -------------- | -------------- | -------- |
| румуни         | 193            | 83,5%    |
| німці          | 32             | 13,9%    |

Рідною мовою назвали:
| Мова      | Кількість осіб | Відсоток |
| --------- | -------------- | -------- |
| румунська | 201            | 87,0%    |
| німецька  | 26             | 11,3%    |